# زبان دیداری

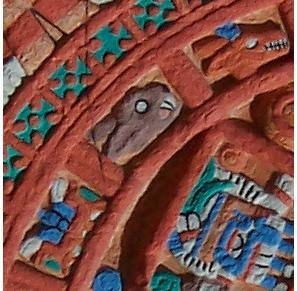
تصاویر آب، خرگوش و گوزن روی سنگ تقویم خورشید آزتک‌ها.

زبان دیداری یا زبان بصری (به انگلیسی: visual language) یک سامانه ارتباطی با استفاده از عناصر دیداری است. گفتار به عنوان یک وسیله ارتباطی را نمی‌توان به‌طور دقیق از کل فعالیت ارتباطی انسان که شامل دیدار نیز می‌باشد جدا کرد. اصطلاح «زبان» در رابطه با بینایی، گسترش و نوعی استفاده از زبان برای توصیف ادراک، درک و تولید نمادهای قابل مشاهده است.

## بررسی اجمالی
تصویری که یک ایده را نمایش می‌دهد و ارتباط برقرار می‌کند، استفاده از زبان بصری را پیش فرض می‌گیرد. همان‌طور که مردم می‌توانند تفکر خود را «کلامی» کنند، می‌توانند آن را «تجسم» نیز بکنند. نمودار، نقشه و نقاشی همگی نمونه‌هایی از کاربرد زبان بصری هستند. واحدهای ساختاری آن شامل خط، شکل، رنگ، فرم، حرکت، بافت، الگو، جهت، مقیاس، زاویه، فضا و تناسب و … است.
عناصر موجود در یک تصویر مفاهیم را در یک بافت فضایی نشان می‌دهند، نه شکل خطی که برای کلمات استفاده می‌شود. گفتار و ارتباط دیداری ابزارهای موازی و اغلب وابسته به یکدیگر هستند که انسان‌ها به وسیله آن اطلاعات را مبادله می‌کنند.

## زبان تصویری
واحدهای بصری در قالب خطوط و نشانه‌ها به شکل‌ها و ساختارها یا نشانه‌های معنادار ساخته می‌شوند. نواحی مختلف قشر مغز به عناصر مختلفی مانند رنگ و فرم پاسخ می‌دهند. سیمر زیکی، عصب‌پژوه فرانسوی-بریتانیایی، واکنش‌های مغز را به نقاشی‌های میکل آنژ، رامبراند، ورمیر، ماگریت، مالویچ و پیکاسو نشان داده‌است.

### تصویرسازی در ذهن
آنچه در بیداری در ذهن داریم و آنچه در رؤیاها تصور می‌کنیم، تقریباً ماهیت یکسانی دارند. تصاویر رؤیایی ممکن است با یا بدون کلمات گفتاری، صداها یا رنگ‌های دیگر باشند. در حالت بیداری معمولاً در پیش زمینه، وزوز ادراک، احساس، خلق و خو و همچنین تصاویر زودگذر حافظه وجود دارد. در حالت ذهنی بین رؤیا دیدن و بیداری کامل حالتی است که به «رؤیا در روز دیدن (یا به انگلیسی day dreaming)» یا حالت مدیتیشنی معروف است. در طی این حالت انسان‌ها معمولاً «انسان‌ها چیزهایی در هنگام حرکت ابرها، سانتورها و گوزن‌ها، آنتلوپ‌ها و گرگ‌ها می‌بینید» که از تخیل انسان آمده‌اند. رودولف آرنهایم کوشیده‌است به این سؤال که «تصویر ذهنی در ذهن انسان چگونه به نظر می‌رسد؟» پاسخ دهد. در فلسفه یونان، مکتب‌های «Leucippus» و «Democritus» معتقد بودند که المثنی یک شی وارد چشم می‌شود و به عنوان یک خاطره و به عنوان یک تصویر کامل در روح باقی می‌ماند. «Berkeley» توضیح می‌دهد که بخش‌هایی، به عنوان مثال، یک پا به جای کل بدن، می‌تواند به صورت دیداری به ذهن منتقل شود. رودولف آرنهایم روایت ادوارد بردفورد تیچنر را پیشرفتی در درک این موضوع می‌داند. او باور داشت که یک تصویر دیداری کیفیت ناقص مبهمی دارد و تصویر ذهنی به صورت «امپرسیونیستی» است و معنا و همچنین فرم را نیز حمل می‌کند.